# Stazione di Castel San Giovanni
La stazione di Castel San Giovanni è una stazione ferroviaria posta lungo la linea Alessandria-Piacenza, a servizio dell'omonimo comune.
La gestione degli impianti è affidata a Rete Ferroviaria Italiana, controllata del Gruppo Ferrovie dello Stato.

## Storia
La stazione fu attivata nel 1859, all'apertura della linea Alessandria-Piacenza.

## Strutture ed impianti

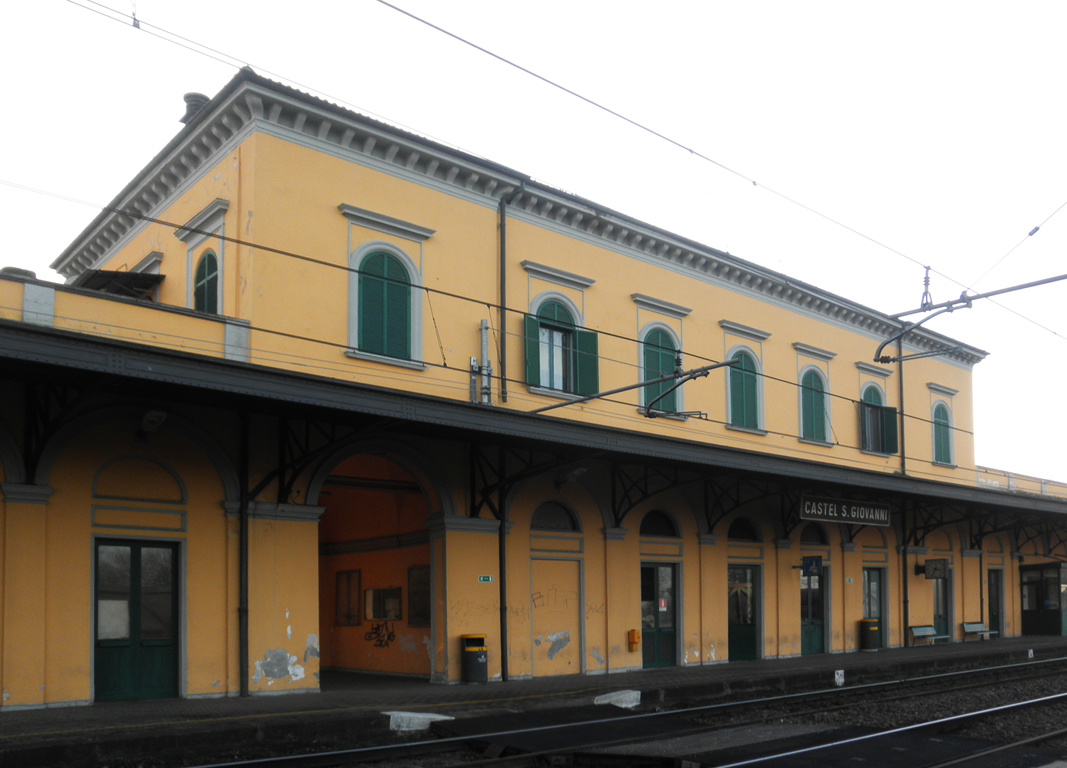
Il piazzale binari

### Architettura
La stazione è fornita di un fabbricato viaggiatori a 2 piani, in elegante stile neoclassico, del tutto simile a quelli presenti nelle altre stazioni principali della linea.
L'edificio è diviso in tre corpi: il corpo di fabbrica presenta un colonnato composto da sette aperture a centina; tra il piano terra e il primo piano è presente una cornice marcapiano; il primo piano presenta sette finestre monofore a centina corredate di cornicione; sul tetto della struttura è presente un piccolo edificio con un fronte vela sormontato da un timpano che ospita l'orologio della stazione: la struttura presenta elementi decorativi quali lesene e volute laterali che raccordano l'edificio al corpo di fabbrica.
Accanto al corpo di fabbrica ci sono due ali laterali che si sviluppano in modo simmetrico: esse sono composte da un solo piano e presentano una continuazione del colonnato: il fronte delle ali laterali è composto da quattro aperture a centina.
Il fabbricato viaggiatori è una struttura in muratura tinteggiata di giallo ad eccezione degli elementi decorativi che sono in pietra bianca in modo che siano posti in risalto rispetto al resto della struttura.

### Piazzale binari
Sono presenti due binari per il servizio passeggeri, serviti da due marciapiedi collegati da una passerella a raso.
È anche presente uno scalo merci, fornito di un piccolo magazzino merci in stile moderno.

## Movimento
Il servizio passeggeri è svolto in esclusiva da Trenitalia Tper per conto della regione Emilia-Romagna e da Trenord, grazie ad un accordo con la regione Lombardia che prevede la tariffa lombarda fino a Piacenza.
I treni che effettuano servizio in questa stazione sono di tipo Regionale e Regionale Veloce, con principali destinazioni Alessandria, Piacenza, Voghera, Pavia e Milano. 
A novembre 2017, la stazione risultava frequentata da un traffico giornaliero medio di circa 703 persone (358 saliti + 345 discesi).

## Servizi
La stazione è classificata da RFI nella categoria bronze.
La stazione offre i seguenti servizi:
- Biglietteria self-service (solo biglietti regionali) attiva 24/24 h[4].
- Taxi
- Sala di attesa